# مدينة أوكيناوا
مدينة أوكيناوا (بالإنجليزية: Okinawa)‏ هي أحد المدن التابعة لمحافظة أوكيناوا. تأسست رسميًا في 01/04/1974. ويقدر عدد سكانها بـ 128421 نسمة حسب تقدير مكتب الإحصاء الياباني لعام 2012. تبلغ مساحة أوكيناوا 49 كم2. بكثافة سكانية تبلغ 2565 نسمة/كم2.

## أعلام
- روبرت غريفين الثالث
- بيني وارنر
- ياسوميتشي أوتشيما
- هيكاري ميتسوشيما
- كريس هورنر